# Комарівка (Дубенський район)
Комарі́вка — село в Україні, у Смизькій селищній громаді Дубенського району Рівненської області. Населення становить 289 осіб. До 2016 село підпорядковувалось Березькій сільській раді.
В селі розташована 4-ох річна школа.

## Географія
Село розташоване на лівому березі річки Ікви.

## Історія
У 1906 році село Вербівської волості Дубенського повіту Волинської губернії. Відстань від повітового міста 26 верст, від волості 8. Дворів 63, мешканців 349.
7 (20) листопада 1917 року, відповідно до Третього Універсалу Української Центральної Ради, увійшло до складу Української Народної Республіки.
12 червня 2020 року, відповідно до розпорядження Кабінету Міністрів України № 722-р від «Про визначення адміністративних центрів та затвердження територій територіальних громад Рівненської області», увійшло до складу Смизької селищної громади.
19 липня 2020 року, в результаті адміністративно-територіальної реформи та ліквідації  Дубенського (1939—2020) району, село увійшло до складу новоутвореного Дубенського району.

## Народилися
- Власюк Віктор Миколайович (12 лютого 1958 р.) — заслужений працівник водного господарства, зараз проживає у Тернополі.